# 돼지코오소리속
돼지코오소리속(Arctonyx)은 족제비과에 속하는 포유류 속 분류군이다. 오소리아과에 속하는 2개 속 중 하나이다.

## 분류학
돼지코오소리속은 이전에 돼지코오소리 한 종만을 포함하는 단형 속으로 간주했지만, 2009년 연구에서 3개의 별개 종으로 구성되어 있다는 사실이 발견되었다.

## 하위 종
- 돼지코오소리 (Arctonyx collaris) (Cuvier, 1825) - 히말라야산맥 동부 지역[2]
- 북방돼지코오소리 (Arctonyx albogularis) (Blyth, 1853) – 중국 남부부터 북쪽으로 산시성까지의 지역.[2]
- 수마트라돼지코오소리 (Arctonyx hoevenii) (Hubrecht, 1891) – 수마트라섬

## 보존 상태
국제자연보전연맹은 큰돼지코오소리(A. collaris), 북부돼지코오소리(A. albogularis) 및 수마트라돼지코오소리(A. hoevenii)를 세 종을 별개의 종으로 간주한다. 큰돼지코오소리는 취약종으로 다른 두 종은 최소관심종으로 분류한다.